# جریک‌آغاج
جریک آغاج، روستایی است از توابع بخش خلجستان در استان قم ایران.
1250== جمعیت ==
این روستا در بخش خلجستان  قرار دارد و براساس سرشماری مرکز آمار ایران در سال ۱۳۸۵، جمعیت آن ۱۰۶ نفر (۲۹خانوار) بوده‌است.
در حال حاضر و به هنگام ویرایش این متن (21 شهریور 1402 خورشیدی)جمعیت روستا به زیر 40 نفر و تعداد خانوار ها کمتر از 20 خانوار می باشد